# Gino Orlando
Gino Orlando (ur. 3 września 1929 w São Paulo, zm. 26 kwietnia 2003 tamże) – piłkarz brazylijski, występujący na pozycji napastnika.

## Kariera klubowa
Karierę piłkarską Gino Orlando zaczął w klubie SE Palmeiras w 1948 roku. Następnym jego klubem był XV de Jaú, w którym grał w krótko w 1951. W latach 1951–1952 grał w Comercialu Ribeirão Preto, z którego trafił do lokalnego rywala – São Paulo FC. W São Paulo występował przez 11 lat i zdobył w tym czasie dwukrotnie mistrzostwo stanu São Paulo – Campeonato Paulista w 1953 i 1957 roku. Ogółem w barwach São Paulo wystąpił w 447 meczach, w których strzelił 232 bramki.
Potem występował jeszcze w Portuguesie São Paulo i Juventusie São Paulo, w którym zakończył karierę w 1966 roku.

## Kariera reprezentacyjna
W reprezentacji Brazylii Gino Orlando zadebiutował 8 kwietnia 1956 w towarzyskim meczu z reprezentacją Portugalii. Był to udany debiut, gdyż Gino już w 8 min. strzelił jedyną bramkę w meczu. Również w dwóch następnych meczach ze Szwajcarią i Austrią Gino wpisywał się na listę strzelców. Ostatni raz w barwach Canarinhos wystąpił 18 maja 1958 w towarzyskim meczu z reprezentacją Bułgarii. Ogółem w reprezentacji wystąpił w 8 meczach i strzelił 3 bramki.

## Po zakończeniu
Po zakończeniu kariery od 1969 roku do śmierci Gino Orlando był dyrektorem Estádio do Morumbi w São Paulo. Zmarł 26 kwietnia 2003 z powodu nagłego zatrzymania krążenia.